# Stavkirke de Haltdalen
La stavkirke de Haltdalen (en norvégien : Haltdalen stavkirke) est une stavkirke (« église en bois debout ») initialement érigée à Haltdalen (aujourd'hui dans la commune de Holtålen - comté de Sør-Trøndelag), sans doute dans les années 1170. Elle est aujourd'hui exposée au musée en plein air de Sverresborg. Elle intègre également des éléments (mur ouest et portail) d'une église qui se trouvait à Ålen. 